# Vereinigtes Arabisches Königreich

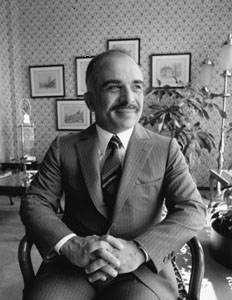
Jordaniens König Hussein I. (1980)

Das Vereinigte Arabische Königreich (arabisch المملكة العربية المتحدة, DMG al-mamlaka al-ʿarabiyya al-muttaḥida) war eine geplante Vereinigung Jordaniens mit Palästina im Jahre 1972. Jordaniens König Hussein I. wollte auf diese Weise das Westjordanland und Ostjerusalem wieder unter jordanische Kontrolle bringen, welche zuvor im Sechstagekrieg 1967 von Israel besetzt worden waren. Das Königreich sollte eine Föderation aus Cis-Jordanien (Westjordanland) und Trans-Jordanien (Jordanien) mit den Hauptstädten Jerusalem bzw. Amman sowie einschließlich des Gazastreifens bilden, während Amman die gemeinsame Hauptstadt sein sollte.

## Ablehnung durch PLO, Arabische Liga und Israel
Der Vorschlag eines Vereinigten Arabischen Königreichs wurde von der PLO und den meisten arabischen Staaten abgelehnt, welche ein unabhängiges Palästina forderten. Als Reaktion auf Husseins Plan drängte im März 1972 der Irak auf einen Bund Arabischer Republiken als Neuauflage der 1963 gescheiterten Ägyptisch-Irakisch-Syrischen Union, was von Ägypten und Syrien mit dem Verweis auf die schon bestehende Föderation Arabischer Republiken ebenso zurückgewiesen wurde wie der jordanische Plan.
Auch Israel lehnte den Plan ab, im März 1972 befürwortete jedoch der stellvertretende israelische Außenminister Jigal Allon den Vorschlag Jordaniens, unter Ausschluss der PLO als Verhandlungsbasis zur Lösung des Nahostkonfliktes. (Der Allon-Plan beabsichtigte, nur Teile des Westjordanlandes zurückzugeben).
Die Wiedervereinigung Jordaniens mit Palästina entsprach nicht den Interessen der Palästinenser, welche ein unabhängiges Palästina anstrebten, und scheiterte letztlich am Ausbruch des Jom-Kippur-Krieges 1973. Die Arabische Liga erkannte 1974 die PLO als einzigen legitimen Vertreter des palästinensischen Volkes an und nicht Jordanien. Jordanien beugte sich dieser allarabischen Entscheidung und erkannte im April 1974 die PLO als Vertreter aller Palästinenser an (außer jener in Jordanien lebenden jordanischen Staatsbürger palästinensischer Herkunft). Im Oktober 1974 verzichtete König Hussein zugunsten der PLO auf seine Ansprüche auf Westjordanien.

## Jordanisch-Palästinensische Konföderation
1977 und 1979 kam es zu vorsichtigen Annäherungsversuchen zwischen der PLO unter Jassir Arafat und Jordanien unter König Hussein. Als Reaktion auf den Reagan-Plan forderte Hussein im September 1982 die PLO erneut auf, über eine Föderation und eine gemeinsame Delegation bei Nahostverhandlungen nachzudenken. Die PLO stand zwar einer Konföderation (keine Föderation) offen gegenüber, lehnte im April 1983 aber den Reagan-Plan ebenso ab wie die Aussicht, palästinensische Belange von einer Delegation unter Husseins Vorsitz verhandeln zu lassen. Dennoch kam es am 11. Februar 1985 in Amman zu einem jordanisch-palästinensischen Abkommen über eine gemeinsame Nahostpolitik und eine künftige Konföderation Arabischer Staaten, eine gemeinsame jordanisch-palästinensische Delegation warb ab dem 25. Juni 1985 in Westeuropa für eine Nahostfriedenskonferenz. Nachdem Israel am 22. Oktober 1985 allerdings Verhandlungen mit einer Delegation, der "Terroristen" angehörten, abgelehnt hatte, erklärte Hussein, sein Verhältnis zur PLO zu "überdenken" und gab ihr die Schuld am Scheitern der jordanischen Friedensbemühungen. Am 19. Februar 1986 kam es schließlich zum Bruch, Hussein forderte die PLO auf, dem Terrorismus abzuschwören. Tatsächlich stritten beide Seiten um die palästinensische Vorbedingung, Israel solle die Resolution 242 des UN-Sicherheitsrates als Verhandlungsgrundlage anerkennen. Arafat sah 1986 lediglich eine Unterbrechung der jordanisch-palästinensischen Gespräche und die Ursache des Problems lediglich in mangelnder Koordination und in Intrigen des palästinensisch-stämmigen jordanischen Premierministers Zaid ar-Rifaʿi.
Hussein unterstützte fortan Syrien im Kampf gegen die PLO-Führung und führte Geheimverhandlungen mit Israel. Auf dem Gipfeltreffen der Arabischen Liga in Amman kam es im November 1987 wieder zu einer Aussöhnung zwischen Hussein und Arafat. Angesichts der 1987 ausgebrochenen Intifada verkündete Hussein am 31. Juli 1988 die Aufgabe aller noch bestehenden formalen rechtlichen und administrativen Bindungen Jordaniens mit dem Westjordanland sowie die Aufhebung des mit Israel vereinbarten Entwicklungsplans für das besetzte Gebiet und forderte die PLO auf, das Machtvakuum zu füllen. Die PLO proklamierte daraufhin am 15. November 1988 in Algier den Staat Palästina, bekräftigte aber 1989 erneut ihr Interesse, diesen palästinensischen Staat in einer Konföderation mit Jordanien zusammenzuschließen.
Angesichts der Weigerung der israelischen Regierung Schamir, direkt mit der PLO oder auch Palästinensern aus Ost-Jerusalem zu verhandeln, kamen Jordanier und Palästinenser zu den Madrider Nahostkonferenz 1992 tatsächlich mit einer gemeinsamen Delegation, und erneut sprachen sich die PLO und Jordanien für eine anschließende Konföderation aus.
Nach einem Regierungswechsel in Israel kam es dennoch zu israelisch-palästinensischen Geheimverhandlungen, die 1993 zum Oslo-Friedensprozess führten, und zu israelisch-jordanischen Verhandlungen, die 1994 zu einem Separatfrieden führten. Die im Abkommen von Oslo vorgesehene Errichtung eines unabhängigen palästinensischen Staates innerhalb von fünf Jahren (also bis 1998) ist bis heute (2024) nicht zustande gekommen.